# Relations entre l'Allemagne et la Hongrie
Les relations entre l'Allemagne et la Hongrie remontent au Moyen Âge. L'épouse d'Étienne Ier, fondateur du royaume de Hongrie, était une « allemande », Gisèle de Bavière. Aujourd'hui, les deux pays sont membres de l'Organisation du traité de l'Atlantique nord (OTAN) et de l'Union européenne. L'Allemagne a une ambassade à Budapest tandis que la Hongrie a une ambassade à Berlin, deux consulats-généraux à Düsseldorf et Munich ainsi que neuf consulats honoraires (à Bremerhaven, Erfurt, Hambourg, Nuremberg, Schwerin, Dresde, Essen, Francfort-sur-le-Main et Stuttgart). L'accord de coopération et de partenariat en 1992 entre la République fédérale d'Allemagne et la République de Hongrie est l'un des principaux piliers sur lesquels reposent actuellement les relations bilatérales.

## Histoire des relations bilatérales
Durant la Première Guerre mondiale (1914-1918), les deux pays étaient membres de la Triplice. Pendant la Seconde Guerre mondiale, la Hongrie a également combattu aux côtés des Allemands avant d'être occupé en octobre 1944 opération Panzerfaust, Hitler craignant le basculement de la Hongrie dans le camp des Alliés.
Le 10 septembre 1989, la frontière entre l'Autriche et la Hongrie est ouverte par les autorités hongroises aux réfugiés d'Allemagne de l'Est, contribuant ainsi à la réunification allemande et à la transformation politique de l'Europe centrale et orientale (chute des dictatures communistes). Les célébrations de 2009 commémorant ces événements symbolisent l'amitié germano-hongroise.